# Nazionale femminile di rugby a 15 di Hong Kong
La nazionale di rugby a 15 femminile di Hong Kong (in inglese Hong Kong women's national rugby union team; in cinese 女子十五人欖球代表隊 香港, Nǚzǐ shíwǔ rén lǎn qiú dàibiǎo duì xiānggǎng) è la selezione di rugby a 15 femminile che rappresenta Hong Kong in ambito internazionale.
Attiva dal 1998, benché in territorio cinese essa opera sotto la giurisdizione di Hong Kong Rugby Union e ha preso parte per la prima volta alla Coppa del Mondo nel 2017, giungendo alla dodicesima e ultima posizione.
Partecipa altresì, dal 2006, al campionato asiatico femminile, competizione che non ha mai vinto ma nella quale è giunta cinque volte al secondo posto.
Il commissario tecnico della selezione è, dal 2022, Royce Chan, in passato 28 volte giocatrice internazionale per Hong Kong e capitana della squadra alla Coppa del Mondo 2017.
Al 2 dicembre 2024 la squadra occupa la 18ª posizione del ranking World Rugby.

## Storia
Il rugby a 15 ha una lunga storia a Hong Kong in ragione del suo status di territorio britannico fino al 1997: la federazione ivi si formò nel 1952 e a inizio anni novanta inglobò il rugby femminile, mettendo in campo nel 1998 una propria formazione nazionale che debuttò contro il Giappone: capitano di quella squadra fu l'inglese Ruth Mitchell, il cui ruolo di pioniera le fu riconosciuto anni dopo dall'International Rugby Board che la designò personalità dell'anno nel 2011.
Il Giappone fu l'unico avversario di Hong Kong per i successivi sette anni: nel 2005 la squadra incontrò la Thailandia e nel 2006, durante il campionato asiatico, trovò la sua prima vittoria, contro Singapore, anche se la successiva partita nel torneo fu una sconfitta contro la madrepatria Cina, che si laureò primo campione continentale femminile.
Dopo un quinto posto al campionato asiatico del 2008, Hong Kong giunse terzo nell'edizione 2009 che valeva come qualificazione alla Coppa del Mondo 2010, perdendo in semifinale 14-58 dal Kazakistan ma vincendo la finalina 16-3 contro Singapore.
Nel 2010 a Kuala Lumpur Hong Kong colse la sua miglior vittoria, 81-0 contro la quasi esordiente Malaysia (si trattava del suo secondo incontro assoluto), mentre nel campionato asiatico 2014 riuscì a battere per la prima volta il Giappone (15-14) e a chiudere al secondo posto nel torneo dietro al Kazakistan, risultato mai conseguito prima.
Il secondo posto dietro al Giappone nel campionato asiatico 2016 diede a Hong Kong il pass per i ripescaggi asiatico-oceaniani di qualificazione alla Coppa del Mondo 2017; battendo Figi per 45-7 guadagnò per la prima volta uno dei due slot alla competizione mondiale risultando, al termine delle gare di qualificazione, come seconda squadra asiatica dietro allo stesso Giappone.
Alla Coppa del Mondo in Irlanda Hong Kong scontò la sua inesperienza ad alti livelli: in un girone con la vicecampione uscente Canada e la plurititolata Nuova Zelanda, perse 0-98 dalla prima e addirittura 0-121 dalla seconda (la sua peggior sconfitta), prima di prodursi in una prova più convincente contro il Galles al quale, malgrado la sconfitta per 15-39, marcò due mete, le prime segnature della squadra asiatica nel torneo, riuscendo anche a mostrare capacità di creare gioco.
In occasione del suo primo tour europeo a novembre 2018 Hong Kong ha giocato contro la Spagna a Vila Joiosa venendo sconfitto per 5-60 e contro il Galles a Cardiff, con un passivo di 0-65.
Dal 2014 il ruolo di commissario tecnico è detenuto da Jo Hull, britannica, già collaboratrice dello staff tecnico della Scozia femminile e in carico anche dell'attività federale di responsabile dello sviluppo del rugby femminile a Hong Kong.
A fine 2022, dopo tre anni senza test match a causa della pandemia di COVID-19, Hong Kong tornò in campo in occasione dell'undicesimo campionato asiatico in cui si impose con una doppia vittoria sul Kazakistan, unico altro partecipante alla competizione, così laureandosi campione continentale per la prima volta; nel campionato 2023, dopo avere battuto le kazake nel turno di spareggio, ha perso contro il Giappone la finale.
La nazionale gioca con uniformi blue navy mutuate dallo sfondo della bandiera di Hong Kong con la Union Jack del Regno Unito, che esercitò sovranità sul luogo fino al 30 giugno 1997; la seconda uniforme è rossa, e lo sponsor tecnico della federazione è, dal 2004, la britannica Kukri Sport.

## Palmarès
- Campionati asiatici: 1
2022

## Statistiche di squadra
Riepilogo al 30 novembre 2018.

### Incontri disputati
| Data             | Sede         | Incontro                      | Note                    |
| ---------------- | ------------ | ----------------------------- | ----------------------- |
| 8 aprile 1998    | Kumagaya     | Giappone — Hong Kong 42-14    | Test match              |
| 12 aprile 1998   | Kumagaya     | Giappone — Hong Kong 39-0     | Test match              |
| 15 dicembre 2000 | Hong Kong    | Hong Kong — Giappone 0-62     | Test match              |
| 3 giugno 2005    | Bangkok      | Giappone — Hong Kong 78-0     | Test match              |
| 5 giugno 2005    | Bangkok      | Thailandia — Hong Kong 20-18  | Test match              |
| 17 novembre 2006 | Kunming      | Hong Kong — Singapore 12-0    | Campionato asiatico     |
| 19 novembre 2006 | Kunming      | Cina — Hong Kong 31-7         | Campionato asiatico     |
| 3 giugno 2008    | Taldıqorğan  | Uzbekistan — Hong Kong 8-6    | Campionato asiatico     |
| 7 giugno 2008    | Taldıqorğan  | Hong Kong — Kirghizistan 49-0 | Campionato asiatico     |
| 4 dicembre 2008  | Singapore    | Singapore — Hong Kong 10-10   | Test match              |
| 5 dicembre 2008  | Singapore    | Singapore — Hong Kong 0-5     | Test match              |
| 10 ottobre 2009  | Hong Kong    | Hong Kong — Singapore 22-17   | Test match              |
| 4 novembre 2009  | Singapore    | Kazakistan — Hong Kong 58-14  | Qualificazioni mondiali |
| 6 novembre 2009  | Singapore    | Singapore — Hong Kong 3-16    | Qualificazioni mondiali |
| 22 maggio 2010   | Tokyo        | Giappone — Hong Kong 17-0     | Test match              |
| 18 dicembre 2010 | Kuala Lumpur | Malaysia — Hong Kong 0-81     | Test match              |
| 29 aprile 2011   | Hong Kong    | Hong Kong — Giappone 0-15     | Test match              |
| 21 maggio 2011   | Hong Kong    | Hong Kong — Singapore 53-8    | Test match              |
| 19 maggio 2012   | Tokyo        | Giappone — Hong Kong 61-15    | Test match              |
| 5 luglio 2012    | Kunshan      | Giappone — Hong Kong 41-17    | Campionato asiatico     |
| 7 luglio 2012    | Kunshan      | Cina — Hong Kong 3-27         | Campionato asiatico     |
| 12 dicembre 2012 | Singapore    | Singapore — Hong Kong 21-45   | Test match              |
| 15 dicembre 2012 | Singapore    | Singapore — Hong Kong 17-44   | Test match              |
| 27 aprile 2013   | Hong Kong    | Hong Kong — Singapore 29-0    | Test match              |
| 4 settembre 2013 | Alma-Ata     | Giappone — Hong Kong 82-0     | Campionato asiatico     |

| Data             | Sede             | Incontro                        | Note                    |
| ---------------- | ---------------- | ------------------------------- | ----------------------- |
| 7 settembre 2013 | Alma-Ata         | Singapore — Hong Kong 17-15     | Campionato asiatico     |
| 18 maggio 2014   | Hong Kong        | Hong Kong — Kazakistan 10-13    | Campionato asiatico     |
| 21 maggio 2014   | Hong Kong        | Hong Kong — Giappone 15-14      | Campionato asiatico     |
| 24 maggio 2014   | Hong Kong        | Hong Kong — Singapore 53-5      | Campionato asiatico     |
| 25 aprile 2015   | Alma Ata         | Kazakistan — Hong Kong 40-0     | Campionato asiatico     |
| 23 maggio 2015   | Hong Kong        | Hong Kong — Giappone 12-27      | Campionato asiatico     |
| 19 dicembre 2015 | Majadahonda      | Spagna — Hong Kong 57-0         | Test match              |
| 7 maggio 2016    | Hong Kong        | Hong Kong — Giappone 3-39       | Campionato asiatico     |
| 14 maggio 2016   | Singapore        | Singapore — Hong Kong 7-40      | Test match              |
| 28 maggio 2016   | Tokyo            | Giappone — Hong Kong 30-3       | Campionato asiatico     |
| 9 dicembre 2016  | Hong Kong        | Hong Kong — Figi 45-7           | Qualificazioni mondiali |
| 17 dicembre 2016 | Hong Kong        | Hong Kong — Giappone 8-20       | Qualificazioni mondiali |
| 3 giugno 2017    | Medina del Campo | Spagna — Hong Kong 41-18        | Test match              |
| 8 luglio 2017    | Shiroyama        | Giappone — Hong Kong 58-0       | Campionato asiatico     |
| 15 luglio 2017   | Hong Kong        | Hong Kong — Giappone 19-60      | Campionato asiatico     |
| 9 agosto 2017    | Dublino          | Canada — Hong Kong 98-0         | Coppa del Mondo         |
| 13 agosto 2017   | Dublino          | Nuova Zelanda — Hong Kong 121-0 | Coppa del Mondo         |
| 17 agosto 2017   | Dublino          | Galles — Hong Kong 39-15        | Coppa del Mondo         |
| 22 agosto 2017   | Belfast          | Spagna — Hong Kong 31-7         | Coppa del Mondo         |
| 26 agosto 2017   | Belfast          | Giappone — Hong Kong 44-5       | Coppa del Mondo         |
| 11 novembre 2018 | La Vila Joiosa   | Spagna — Hong Kong 60-5         | Test match              |
| 16 novembre 2018 | Cardiff          | Galles — Hong Kong 65-0         | Test match              |

### Riepilogo per avversario
| Avversario    | Primo incontro | G  | V  | N | P  | PF  | PS    | % V/G |
| ------------- | -------------- | -- | -- | - | -- | --- | ----- | ----- |
| Canada        | 2017           | 1  | 0  | 0 | 1  | 0   | 98    | 0     |
| Cina          | 2006           | 2  | 1  | 0 | 1  | 34  | 34    | 50    |
| Figi          | 2016           | 1  | 1  | 0 | 0  | 45  | 7     | 100   |
| Galles        | 2017           | 2  | 0  | 0 | 2  | 15  | 104   | 0     |
| Giappone      | 1998           | 17 | 1  | 0 | 16 | 111 | 729   | 5,88  |
| Kazakistan    | 2009           | 3  | 0  | 0 | 3  | 24  | 111   | 0     |
| Kirghizistan  | 2008           | 1  | 1  | 0 | 0  | 49  | 0     | 100   |
| Malaysia      | 2010           | 1  | 1  | 0 | 0  | 81  | 0     | 100   |
| Nuova Zelanda | 2017           | 1  | 0  | 0 | 1  | 0   | 121   | 0     |
| Singapore     | 2006           | 12 | 10 | 1 | 1  | 344 | 105   | 83,3  |
| Spagna        | 2015           | 4  | 0  | 0 | 4  | 30  | 189   | 0     |
| Thailandia    | 2005           | 1  | 0  | 0 | 1  | 18  | 20    | 0     |
| Uzbekistan    | 2008           | 1  | 0  | 0 | 1  | 6   | 8     | 0     |
| Totale        | Totale         | 47 | 15 | 1 | 31 | 757 | 1 526 | 31,9  |